# Buttongras
Das Buttongras (Gymnoschoenus sphaerocephalus) gehört zur Familie der  Sauergrasgewächse (Cyperaceae). Es wächst in dichten, bis einen Meter hohen und ebenso breiten Horsten. Es siedelt vor allem in Mooren, Sümpfen und Feuchtheiden im Südosten Australiens. Es ist namengebend für die sogenannten „Buttongrass moorlands“ Tasmaniens und ist einer der wichtigsten Torfbildner.  

## Merkmale
Buttongras ist eine ausdauernde Pflanze. Der Hemikryptophyt bildet über einen Meter hohe und ebenso breite, dichte Horste. Die dreikantigen etwas zusammengedrückten Halme wachsen aufrecht. Sie sind gestreift aber glatt. Die grauen bis gelbbraunen Blätter erreichen 50 Zentimeter Länge. Sie sind ebenso gestreift aber glänzend. Die Blattscheiden sind an den oberen Rändern lang bewimpert.
Die Blüten stehen in Ährchen die ihrerseits in kugeligen Köpfchen mit Durchmessern zwischen 1,5 und zwei Zentimetern angeordnet sind. An der Basis der Köpfchen stehen meist drei Hochblätter. Diese sind breit und überlappen einander am Grund. Die Ährchen sind zusammengedrückt und tragen an der Spitze eine zwittrige Blüte und eine männliche darunter. Die übrigen vier bis sechs Blüten sind steril und verbleiben nach der Reife und dem Abfallen der Früchte und der oberen Spelzen am Blütenstand. Die glänzend gelb-braunen Spelzen sind pergamentartig und am Rand dünn wellig gesäumt. Die unteren drei bis vier sind breit elliptisch geformt und kürzer als die schmaleren oberen drei bis vier, welche zwischen fünf und 5,5 Millimeter lang werden. Die männlichen Blüten tragen drei Staubbeutel. Die weiblichen Blüten sind mit einer dreiteiligen Narbe ausgestattet. Die graubraunen Früchte werden etwa 3,0 bis 3,5 Millimeter lang und 1,6 bis 1,8 Millimeter breit. Die glänzenden, blass rotbraunen und leicht netzförmig gerunzelten Samen sind nicht mit der Fruchtwand verwachsen. 

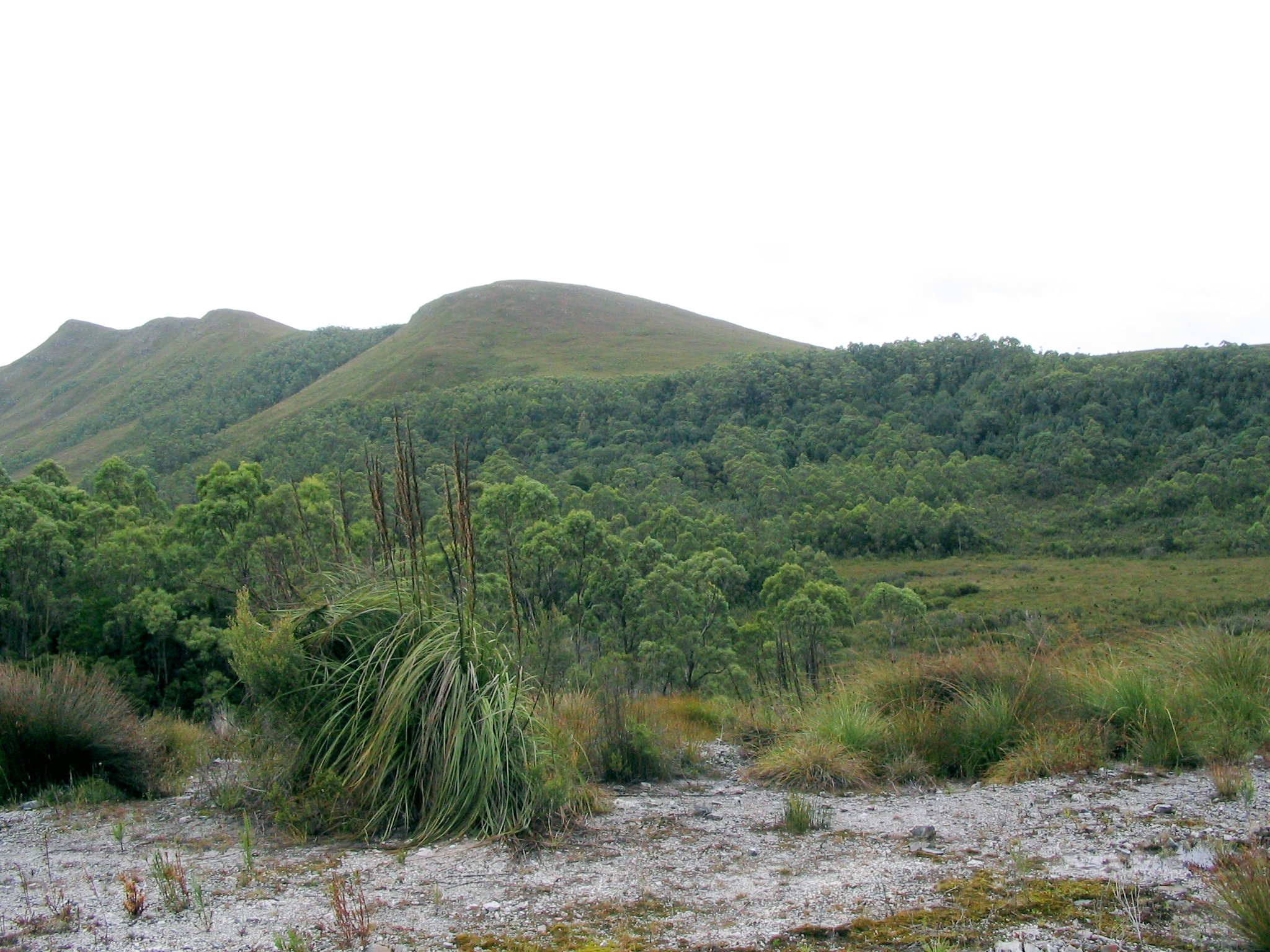
Hügel bedeckt mit „Buttongrass moorland“ in typischer Verzahnung mit Eukalyptuswäldern

## Verbreitung und Standort
Das Buttongras ist ausschließlich im Südosten Australiens verbreitet. Hier kommt es in den Staaten New South Wales, South Australia, Victoria und auf Tasmanien vor. Seine größte Verbreitung hat das Sauergras in Tasmanien. Dort ist es namengebend für das sogenannte „Buttongrass moorland“. Diese Seggenriede entstehen vorwiegend auf sehr sauren, nährstoffarmen, vernässten und aus präkambrischen Sedimenten hervorgegangenen Böden in flachen Tallagen und an Hängen bis in montane Lagen mit Torfschichten bis zu zehn Zentimetern Mächtigkeit bei Niederschlagsmengen über 2.000 Millimeter. Solche aus dem Buttongras aufgebaute Seggenriede umfassen in Tasmanien insgesamt über 5.000 Quadratkilometer.